# Nati nel 1838
| Questa pagina contiene informazioni ricavate automaticamente dalle voci biografiche con l'ausilio del template Bio e di un bot. L'aggiornamento è periodico e automatico e ricostruisce completamente la pagina. Se manca una persona in questa lista, sei pregato di non aggiungerla, ma accertati piuttosto che la sua voce biografica contenga il template Bio e che i dati anagrafici siano correttamente compilati. Se il template Bio manca, inseriscilo tu stesso o, in alternativa, metti l'avviso {{tmp\|Bio}} che ne segnala la mancanza. Se i dati riportati sono sbagliati, correggi direttamente la voce biografica; le modifiche saranno visibili in questa lista entro pochi giorni. Per chiarimenti vedi il progetto biografie. La lista contiene solo le 417 persone che sono citate nell'enciclopedia e per le quali è stato implementato correttamente il template Bio. Pagina aggiornata al 10 lug 2025. |

## Gennaio(27)
- 1º gennaio - Jean-Natalis-François Gonindard, arcivescovo cattolico francese († 1893)
- 2 gennaio - Luigi Crippa, scultore italiano († 1895)
- 3 gennaio - Henri Dupont, violinista, direttore d'orchestra e direttore artistico belga († 1899)
- 5 gennaio - Camille Jordan, matematico francese († 1922)
- 6 gennaio - Max Bruch, compositore e direttore d'orchestra tedesco († 1920)
- 8 gennaio - Luigi Premi, ingegnere e patriota italiano († 1905)
- 9 gennaio - Mario Martelli, avvocato e politico italiano († 1915)
- 10 gennaio - Nicola Mameli, patriota e politico italiano († 1901)
- 10 gennaio - David McGowan, arciere statunitense († 1924)
- 11 gennaio - Giovanni Cagliero, cardinale, arcivescovo cattolico e compositore italiano († 1926)
- 13 gennaio - Ernst Christian Achelis, teologo tedesco († 1912)
- 13 gennaio - Julius Meurer, alpinista e scrittore austriaco († 1923)
- 13 gennaio - André Rebouças, ingegnere brasiliano († 1898)
- 14 gennaio - Giovanni Caramiello, arpista e compositore italiano († 1938)
- 16 gennaio - Franz Brentano, filosofo e psicologo tedesco († 1917)
- 18 gennaio - Giovanni Gargiolli, fotografo italiano († 1913)
- 20 gennaio - Julius von Wiesner, botanico tedesco († 1916)
- 23 gennaio - Guido Carmignani, pittore italiano († 1909)
- 23 gennaio - Marianna Cope, religiosa statunitense († 1918)
- 25 gennaio - Giuseppe Giordano Apostoli, avvocato, funzionario e politico italiano († 1927)
- 26 gennaio - Ignacio María González, politico dominicano († 1915)
- 28 gennaio - Edward Cavendish, politico inglese († 1891)
- 28 gennaio - James Craig Watson, astronomo canadese († 1880)
- 29 gennaio - Viktor Aleksandrovič Krylov, drammaturgo, critico teatrale e librettista russo († 1906)
- 29 gennaio - Edward Morley, fisico statunitense († 1923)
- 30 gennaio - Giovanni Battista Casali del Drago, cardinale e patriarca cattolico italiano († 1908)
- 30 gennaio - Francesco Jacovacci, pittore italiano († 1908)

## Febbraio(30)
- 2 febbraio - Luigi Tommaso Belgrano, storico e archivista italiano († 1895)
- 2 febbraio - Frances Anne Hopkins, pittrice britannica († 1919)
- 2 febbraio - Adolf Marks, editore tedesco († 1904)
- 2 febbraio - Charles-François Turinaz, arcivescovo cattolico francese († 1918)
- 3 febbraio - Tomaso Da Rin, pittore italiano († 1922)
- 5 febbraio - Friedrich Konrad Beilstein, chimico russo († 1906)
- 5 febbraio - Lazzaro Frizzi, avvocato, patriota e politico italiano († 1919)
- 5 febbraio - Luigi Pennazzi, viaggiatore, esploratore e scrittore italiano († 1895)
- 5 febbraio - Francesco Maria Traina, vescovo cattolico italiano († 1911)
- 6 febbraio - Eduard Hitzig, psichiatra e neurofisiologo tedesco († 1907)
- 6 febbraio - Henry Irving, attore teatrale britannico († 1905)
- 9 febbraio - Henry Evelyn Wood, militare britannico († 1919)
- 14 febbraio - Valentine Cameron Prinsep, pittore britannico († 1904)
- 14 febbraio - Charles Temple Dix, pittore statunitense († 1873)
- 15 febbraio - Cesare Sambucetti, arcivescovo cattolico italiano († 1911)
- 16 febbraio - Henry Brooks Adams, scrittore e storico statunitense († 1918)
- 18 febbraio - Ernst Mach, fisico e filosofo austriaco († 1916)
- 19 febbraio - Vincenzo Julia, poeta, filosofo e letterato italiano († 1894)
- 19 febbraio - Lydia Thompson, danzatrice e attrice britannica († 1908)
- 19 febbraio - Enrico Matteo Zuzzi, patriota, medico e letterato italiano († 1921)
- 20 febbraio - Giulia Civinini Arrighi, educatrice italiana († 1907)
- 20 febbraio - Alberto Lepidi, religioso, teologo e filosofo italiano († 1925)
- 21 febbraio - Vito Leto, presbitero e inventore italiano († 1901)
- 23 febbraio - Luigi Durand de la Penne, generale e politico italiano († 1921)
- 24 febbraio - Filippo Bacciu, vescovo cattolico italiano († 1914)
- 26 febbraio - Bogdan Petriceicu Hasdeu, scrittore, filologo e storico romeno († 1907)
- 27 febbraio - Josefine Gallmeyer, attrice teatrale e cantante austriaca († 1884)
- 27 febbraio - Aleksandr Michajlovič Lermontov, generale russo († 1906)
- 28 febbraio - Maurice Lévy, ingegnere francese († 1910)
- 28 febbraio - Nicola Napolitano, brigante italiano († 1863)

## Marzo(33)
- 1º marzo - Luigi Bruzzano, patriota e scrittore italiano († 1902)
- 1º marzo - Gabriele dell'Addolorata, religioso e mistico italiano († 1862)
- 1º marzo - Robert Rößler, poeta tedesco († 1883)
- 2 marzo - Giulio Boschi, cardinale italiano († 1920)
- 3 marzo - Paolo Angeloni, politico italiano († 1897)
- 3 marzo - George William Hill, astronomo e matematico statunitense († 1914)
- 4 marzo - Emma Cons, pedagoga e impresaria teatrale britannica († 1912)
- 4 marzo - Luchino Del Mayno, generale e politico italiano († 1911)
- 5 marzo - Gustav Fritsch, anatomista, antropologo e fisiologo tedesco († 1927)
- 6 marzo - Mary Dickens, britannica († 1896)
- 6 marzo - Franz Eyssenhardt, filologo classico e bibliotecario tedesco († 1901)
- 6 marzo - Simon Winawer, scacchista polacco († 1920)
- 9 marzo - Ludwig Gumplowicz, sociologo polacco († 1909)
- 11 marzo - Ōkuma Shigenobu, politico giapponese († 1922)
- 12 marzo - William Henry Perkin, chimico inglese († 1907)
- 15 marzo - Giovanni Antonelli, anatomista italiano († 1914)
- 15 marzo - Karl Jul'evič Davydov, compositore, violoncellista e docente russo († 1889)
- 15 marzo - Alice Fletcher, etnologa, antropologa e sociologa statunitense († 1923)
- 15 marzo - Alessandro Franchi, pittore italiano († 1914)
- 16 marzo - Giuseppe Oronzo Giannuzzi, fisiologo italiano († 1876)
- 18 marzo - Giuseppe Capecci, vescovo cattolico italiano († 1918)
- 19 marzo - Josef Julius Wecksell, poeta e drammaturgo finlandese († 1907)
- 20 marzo - Henry Montague Hozier, ufficiale inglese († 1907)
- 21 marzo - Wilma Neruda, violinista ceca († 1911)
- 21 marzo - Pietro Tacchini, astronomo, astrofisico e meteorologo italiano († 1905)
- 22 marzo - Antonio Carlo dall'Acqua, architetto e letterato italiano († 1928)
- 25 marzo - Adeodato Bonasi, politico e giurista italiano († 1920)
- 26 marzo - Janez Mencinger, scrittore sloveno († 1912)
- 27 marzo - Paolo Santinelli, fantino italiano († 1878)
- 28 marzo - Jean-Paul Laurens, pittore e scultore francese († 1921)
- 29 marzo - Eduardo de Martino, pittore, ufficiale e marinaio italiano († 1912)
- 31 marzo - Léon Dierx, poeta francese († 1912)
- 31 marzo - Carlo Stagno Cumbo d'Alcontres, nobile, militare e filatelista italiano († 1906)

## Aprile(31)
- 2 aprile - Léon Gambetta, politico francese († 1882)
- 2 aprile - Josef Kalousek, storico ceco († 1915)
- 2 aprile - H. G. van de Sande Bakhuyzen, astronomo olandese († 1923)
- 4 aprile - Lawrence Barrett, attore teatrale statunitense († 1891)
- 5 aprile - Alpheus Hyatt, zoologo e paleontologo statunitense († 1902)
- 5 aprile - Angelo Rossi, politico italiano († 1913)
- 6 aprile - Edmond Goupil, medico francese
- 7 aprile - Luigi Sozzi, compositore italiano († 1885)
- 8 aprile - Luigi De Blasio Di Palizzi, politico italiano († 1896)
- 10 aprile - Otis Tufton Mason, etnologo statunitense († 1908)
- 10 aprile - Nicolás Salmerón, filosofo, scrittore e politico spagnolo († 1908)
- 12 aprile - José Ruiz y Blasco, pittore e docente spagnolo († 1913)
- 14 aprile - Pasquale Placido, avvocato e politico italiano († 1927)
- 14 aprile - John Thomas, fotografo gallese († 1905)
- 16 aprile - Ernest Solvay, chimico, imprenditore e politico belga († 1922)
- 17 aprile - Antonietta di Sassonia-Altenburg, nobildonna († 1908)
- 17 aprile - Archibald Forbes, giornalista e patriota britannico († 1900)
- 17 aprile - Paola Pes di Villamarina, nobile italiana († 1914)
- 18 aprile - Paul Émile Lecoq de Boisbaudran, chimico francese († 1912)
- 18 aprile - Rodolfo del Liechtenstein, principe, generale e politico austriaco († 1908)
- 19 aprile - Emidio Taliani, cardinale e arcivescovo cattolico italiano († 1907)
- 20 aprile - Pietro Sbarbaro, giornalista, sociologo e politico italiano († 1893)
- 21 aprile - John Muir, ingegnere, naturalista e scrittore scozzese († 1914)
- 21 aprile - Francesco Pistoia, militare e politico italiano († 1927)
- 23 aprile - Augusto Povoleri, patriota italiano († 1870)
- 23 aprile - Alfred Verwée, pittore belga († 1895)
- 26 aprile - Giuseppe Giacomo Cotti, militare italiano († 1866)
- 26 aprile - Isidoro Falchi, archeologo italiano († 1914)
- 26 aprile - Carl Wilhelm Heine, chirurgo tedesco († 1877)
- 28 aprile - Tobias Michael Carel Asser, giurista olandese († 1913)
- 28 aprile - Charles Lullier, militare francese († 1891)

## Maggio(22)
- 3 maggio - John L. Gibbs, politico statunitense († 1908)
- 7 maggio - Carlo Valcarenghi, patriota italiano († 1860)
- 8 maggio - Stanisław Tarnowski, pittore polacco († 1909)
- 9 maggio - George Coventry, IX conte di Coventry, politico inglese († 1930)
- 10 maggio - John Wilkes Booth, attore teatrale e criminale statunitense († 1865)
- 10 maggio - James Bryce, politico, storico e giurista britannico († 1922)
- 10 maggio - Muhammad Mahabat Khanji II, principe indiano († 1882)
- 11 maggio - Friedrich Imhoof-Blumer, numismatico svizzero († 1920)
- 13 maggio - Dmitrij Petrovič Dochturov, generale russo († 1905)
- 13 maggio - Raffaello Giovagnoli, scrittore, patriota e politico italiano († 1915)
- 15 maggio - Ulysse Butin, pittore francese († 1883)
- 15 maggio - Nicolae Grigorescu, pittore rumeno († 1907)
- 20 maggio - Jules Méline, politico francese († 1925)
- 20 maggio - Giulio Cesare Sansoni, editore italiano († 1885)
- 22 maggio - Lucas Friedrich Julius Dominikus von Heyden, entomologo tedesco († 1915)
- 23 maggio - Alfred Kirchhoff, geografo e naturalista tedesco († 1907)
- 23 maggio - Vincenzo de Romita, naturalista italiano († 1914)
- 24 maggio - Paul Laband, giurista tedesco († 1918)
- 26 maggio - Francesco Lojacono, pittore italiano († 1915)
- 27 maggio - Antonio Baldissera, generale italiano († 1917)
- 29 maggio - Firmin Girard, pittore francese († 1921)
- 31 maggio - Henry Sidgwick, filosofo britannico († 1900)

## Giugno(36)
- 1º giugno - Pavel L'vovič Lobko, generale russo († 1905)
- 2 giugno - Alessandra di Oldenburg, nobile († 1900)
- 3 giugno - Edoardo Ginistrelli, politico italiano († 1920)
- 4 giugno - John Grigg, astronomo neozelandese († 1920)
- 5 giugno - Michele Del Monte, oculista italiano († 1885)
- 5 giugno - Otto Torell, biologo, zoologo e geologo svedese († 1900)
- 6 giugno - Adolf Karl Ludwig Claus, chimico tedesco († 1900)
- 7 giugno - Ferdinand Stolička, paleontologo e ornitologo ceco († 1874)
- 8 giugno - Paolo Boselli, politico italiano († 1932)
- 8 giugno - George Miller Sternberg, generale, batteriologo e paleontologo statunitense († 1915)
- 8 giugno - Ernest von Stockalper, ingegnere svizzero († 1919)
- 9 giugno - Eugenio Fabi, patriota e militare italiano († 1905)
- 11 giugno - Marià Fortuny i Marsal, pittore spagnolo († 1874)
- 12 giugno - Paul Grohmann, alpinista austriaco († 1908)
- 13 giugno - Emil Fischer, basso-baritono tedesco († 1914)
- 13 giugno - Eduard Gebhardt, pittore tedesco († 1925)
- 13 giugno - Wilhelm Reiss, geologo e esploratore tedesco († 1908)
- 14 giugno - Yamagata Aritomo, militare giapponese († 1922)
- 16 giugno - Frederic Archer, compositore, direttore d'orchestra e organista britannico († 1901)
- 16 giugno - Cushman Kellogg Davis, politico statunitense († 1900)
- 16 giugno - Édouard Moreau, letterato e imprenditore francese († 1871)
- 18 giugno - Auberon Herbert, scrittore, filosofo e anarchico britannico († 1906)
- 18 giugno - Edward Sylvester Morse, zoologo e archeologo statunitense († 1925)
- 19 giugno - Heinrich Schulz-Beuthen, compositore tedesco († 1915)
- 20 giugno - Theodor Reye, matematico tedesco († 1919)
- 21 giugno - Aleksej Dmitrievič Butovskij, dirigente sportivo e educatore russo († 1917)
- 22 giugno - George Marx, entomologo e aracnologo statunitense († 1895)
- 23 giugno - Felice Napoleone Canevaro, ammiraglio e politico italiano († 1926)
- 23 giugno - Oscar le Pin, scrittore svizzero († 1912)
- 24 giugno - Jan Matejko, pittore polacco († 1893)
- 24 giugno - Corrado Valguarnera, nobile, patriota e politico italiano († 1903)
- 24 giugno - Gustav von Schmoller, economista e storico tedesco († 1917)
- 25 giugno - Eduard Winkelmann, storico tedesco († 1896)
- 29 giugno - Étienne-Prosper Berne-Bellecour, pittore e illustratore francese († 1910)
- 30 giugno - Teodorico Bonacci, politico italiano († 1905)
- 30 giugno - Jakob Missia, cardinale e arcivescovo cattolico austro-ungarico († 1902)

## Luglio(25)
- 1º luglio - Gaetano Chierici, pittore e politico italiano († 1920)
- 5 luglio - Gian Domenico Petroni, avvocato e politico italiano († 1908)
- 6 luglio - Vatroslav Jagić, slavista austro-ungarico († 1923)
- 8 luglio - Enrico Accinni, ammiraglio e politico italiano († 1904)
- 8 luglio - Eli Lilly, militare, farmacista e imprenditore statunitense († 1898)
- 8 luglio - Ferdinand von Zeppelin, generale tedesco († 1917)
- 9 luglio - Francesco Maria Imparati, arcivescovo cattolico italiano († 1892)
- 9 luglio - Gustav Uhlig, filologo classico e educatore tedesco († 1914)
- 11 luglio - Gaetano Negri, militare, storico e critico letterario italiano († 1902)
- 11 luglio - John Wanamaker, politico statunitense († 1922)
- 17 luglio - Giuseppe Carnelli, pittore italiano († 1909)
- 18 luglio - Édouard Lockroy, politico francese († 1913)
- 19 luglio - Joel Asaph Allen, zoologo e ornitologo statunitense († 1921)
- 19 luglio - Guido Visconti di Modrone, nobile, politico e imprenditore italiano († 1902)
- 20 luglio - Augustin Daly, drammaturgo, regista e produttore teatrale statunitense († 1899)
- 20 luglio - George Otto Trevelyan, storico e politico inglese († 1928)
- 20 luglio - Frederick Whymper, artista e esploratore inglese († 1901)
- 23 luglio - Édouard Colonne, direttore d'orchestra e violinista francese († 1910)
- 26 luglio - Silas Soule, militare statunitense († 1865)
- 27 luglio - Aleksandr Aleksandrovič Serno-Solov'evič, rivoluzionario russo († 1869)
- 29 luglio - Carlo di Isenburg-Büdingen-Birstein, principe tedesco († 1899)
- 29 luglio - Shah Jahan di Bhopal, principessa indiana († 1901)
- 30 luglio - Eugen Richter, politico tedesco († 1906)
- 30 luglio - Antonio Tiraboschi, linguista e storico italiano († 1883)
- 30 luglio - Filippo di Württemberg, principe († 1917)

## Agosto(15)
- 1º agosto - Luigi di Borbone-Due Sicilie, nobile italiano († 1886)
- 3 agosto - Giovanni Alfazio, prefetto e politico italiano († 1913)
- 4 agosto - Gustave Flourens, scienziato e politico francese († 1871)
- 6 agosto - José María Cos y Macho, cardinale e arcivescovo cattolico spagnolo († 1919)
- 12 agosto - Joseph Barnby, compositore e direttore d'orchestra inglese († 1896)
- 13 agosto - Filippo Cortese, compositore, organista e direttore d'orchestra italiano († 1889)
- 13 agosto - Aloisia del Liechtenstein, principessa austriaca († 1920)
- 17 agosto - Tommaso Cannizzaro, poeta, critico letterario e traduttore italiano († 1921)
- 17 agosto - Antonio Carpenè, chimico e enologo italiano († 1902)
- 17 agosto - Gustav von Kosjek, diplomatico e nobile austriaco († 1897)
- 21 agosto - Ante Šupuk, imprenditore e politico croato († 1904)
- 24 agosto - James Hamilton, II duca di Abercorn, politico britannico († 1913)
- 24 agosto - Luigi Filippo Alberto d'Orléans, nobile e politico francese († 1894)
- 29 agosto - Charles Swinhoe, entomologo e ornitologo britannico († 1923)
- 31 agosto - Edoardo Tofano, pittore italiano († 1920)

## Settembre(37)
- 1º settembre - Dardo Rocha, politico, militare e giornalista argentino († 1921)
- 2 settembre - Tommaso Bruni, economista e scrittore italiano († 1911)
- 2 settembre - Bartolomeo Cecchetti, storico e archivista italiano († 1889)
- 2 settembre - Liliʻuokalani delle Hawaii, regina († 1917)
- 2 settembre - Arnoldo Rèche, religioso francese († 1890)
- 3 settembre - Giuseppe Barboglio, militare italiano († 1919)
- 4 settembre - Gaetano Casati, geografo e esploratore italiano († 1902)
- 4 settembre - Henry Spalding, architetto britannico († 1910)
- 6 settembre - Duleep Singh, principe indiano († 1893)
- 6 settembre - Henry George Madan, chimico britannico († 1901)
- 6 settembre - Cesare Michieli, patriota italiano († 1889)
- 8 settembre - Carl Weyprecht, esploratore e scienziato austriaco († 1881)
- 9 settembre - Isacco Arcangeli, militare e farmacista italiano († 1917)
- 9 settembre - Bonifacio Maria Krug, abate tedesco († 1909)
- 11 settembre - Karl Schroeder, ginecologo tedesco († 1887)
- 12 settembre - Arthur Auwers, astronomo tedesco († 1915)
- 13 settembre - Otto Benndorf, archeologo tedesco († 1907)
- 13 settembre - Francesco Cherubin, vescovo cattolico italiano († 1910)
- 15 settembre - Anders Nicolai Kiær, statistico norvegese († 1919)
- 15 settembre - Oreste Petrilli, magistrato e politico italiano († 1914)
- 16 settembre - James J. Hill, imprenditore, generale e agente segreto statunitense († 1916)
- 18 settembre - Anton Mauve, pittore olandese († 1888)
- 18 settembre - Emil Scaria, basso-baritono austriaco († 1886)
- 19 settembre - Clodomiro Bonfigli, medico e politico italiano († 1909)
- 19 settembre - Charles-Arthur Gonse, generale francese († 1917)
- 23 settembre - Ismania Nugent, nobildonna irlandese († 1918)
- 23 settembre - Victoria Woodhull, attivista statunitense († 1927)
- 24 settembre - Edward Robeson Taylor, politico, poeta e avvocato statunitense († 1923)
- 24 settembre - Sebastiano Zerbino, presbitero italiano († 1910)
- 26 settembre - Enrico Cefalo, magistrato e politico italiano († 1925)
- 26 settembre - Luchino Dal Verme, generale, politico e scrittore italiano († 1911)
- 26 settembre - Giovanni Tabacchi, militare e politico italiano († 1918)
- 27 settembre - Wilhelm Arndt, storico tedesco († 1895)
- 27 settembre - Yoshio Tanaka, botanico giapponese († 1916)
- 28 settembre - Achille De Giovanni, medico e politico italiano († 1916)
- 28 settembre - Shirdi Sai Baba, mistico indiano († 1918)
- 29 settembre - Henry Hobson Richardson, architetto statunitense († 1886)

## Ottobre(25)
- 1º ottobre - Léon Germain Pelouse, pittore francese († 1891)
- 4 ottobre - Eugenio Checchi, scrittore e giornalista italiano († 1932)
- 4 ottobre - Carlo Turi, ammiraglio e politico italiano († 1900)
- 6 ottobre - Giuseppe Cesare Abba, scrittore e militare italiano († 1910)
- 8 ottobre - Antonio Balbiani, scrittore, docente e giornalista italiano († 1889)
- 8 ottobre - John Hay, politico, diplomatico e giornalista statunitense († 1905)
- 8 ottobre - Montagu Lowry-Corry, I barone Rowton, filantropo e politico inglese († 1903)
- 9 ottobre - Walter Buller, avvocato, naturalista e ornitologo neozelandese († 1906)
- 10 ottobre - Oswald Schmiedeberg, farmacologo, chimico e farmacista tedesco († 1921)
- 10 ottobre - Michele Trefogli, architetto svizzero († 1928)
- 10 ottobre - Theodor Zahn, teologo e biblista tedesco († 1933)
- 12 ottobre - Serafín Avendaño Martínez, pittore spagnolo († 1916)
- 18 ottobre - Tommaso De Amicis, politico e dermatologo italiano († 1924)
- 18 ottobre - Alfred Fouillée, filosofo e sociologo francese († 1912)
- 19 ottobre - Elizaveta Grigor'evna Volkonskaja, nobildonna russa († 1897)
- 20 ottobre - Marin Drinov, storico bulgaro († 1906)
- 24 ottobre - Annie Edson Taylor, insegnante statunitense († 1921)
- 24 ottobre - Emil Frey, militare, politico e ambasciatore svizzero († 1922)
- 25 ottobre - Georges Bizet, compositore e pianista francese († 1875)
- 25 ottobre - James Maybrick, imprenditore britannico († 1889)
- 27 ottobre - John Davis Long, politico statunitense († 1915)
- 28 ottobre - Fredrik Idestam, ingegnere e imprenditore finlandese († 1916)
- 31 ottobre - William Butler, militare e politico britannico († 1910)
- 31 ottobre - Ludimar Hermann, fisiologo e logico tedesco († 1914)
- 31 ottobre - Luigi del Portogallo, re portoghese († 1889)

## Novembre(30)
- 1º novembre - Khendrup Gyatso, monaco buddhista tibetano († 1856)
- 2 novembre - Luigi Accattatis, storico e lessicografo italiano († 1916)
- 2 novembre - Adalbert Merx, teologo e orientalista tedesco († 1909)
- 6 novembre - Domenico Gnoli, poeta, storico dell'arte e bibliotecario italiano († 1915)
- 6 novembre - Ulrich Köhler, storico e epigrafista tedesco († 1903)
- 7 novembre - Cecilia Maria Molyneux, nobildonna inglese († 1910)
- 7 novembre - Auguste de Villiers de L'Isle-Adam, scrittore e commediografo francese († 1889)
- 8 novembre - Herculine Barbin, francese († 1868)
- 9 novembre - Frederick Stibbert, collezionista d'arte e imprenditore inglese († 1906)
- 10 novembre - Gian Francesco Gherardini, politico italiano († 1926)
- 11 novembre - Eugène Lefébure, egittologo francese († 1908)
- 12 novembre - Federigo Grossi, politico italiano († 1922)
- 13 novembre - Antonio Mantovani, patriota italiano († 1894)
- 13 novembre - Joseph Fielding Smith, missionario statunitense († 1918)
- 14 novembre - August Šenoa, scrittore croato († 1881)
- 16 novembre - Yikuang, nobile e politico cinese († 1917)
- 19 novembre - Frédéric Janssoone, religioso francese († 1916)
- 22 novembre - Franz Hartmann, teosofo e astrologo tedesco († 1912)
- 23 novembre - Giuseppe Gatti, archeologo, epigrafista e storico italiano († 1914)
- 23 novembre - Giorgio di Schwarzburg-Rudolstadt, sovrano e militare tedesco († 1890)
- 23 novembre - Stephanos Skouloudis, diplomatico, politico e banchiere greco († 1928)
- 24 novembre - Prosper-Olivier Lissagaray, letterato, giornalista e politico francese († 1901)
- 24 novembre - Berardino Viola, brigante italiano († 1906)
- 25 novembre - Elisabeth Bürstenbinder, scrittrice tedesca († 1918)
- 26 novembre - John Newlands, chimico inglese († 1898)
- 28 novembre - Jacques Berthieu, gesuita francese († 1896)
- 28 novembre - Victor Fatio, zoologo svizzero († 1906)
- 28 novembre - Vladimir Borisovič Frederiks, generale russo († 1927)
- 29 novembre - Giovanni Losi, presbitero e missionario italiano († 1882)
- 30 novembre - Heinrich Carl Haussknecht, botanico e farmacista tedesco († 1903)

## Dicembre(45)
- 1º dicembre - Simon Dereure, operaio francese († 1900)
- 1º dicembre - Giuliano Volpi, pittore italiano († 1913)
- 3 dicembre - Cleveland Abbe, astronomo e meteorologo statunitense († 1916)
- 3 dicembre - Octavia Hill, filantropa e attivista britannica († 1912)
- 3 dicembre - Luisa di Prussia, principessa († 1923)
- 4 dicembre - Melesio Morales, compositore e direttore d'orchestra messicano († 1908)
- 5 dicembre - Angelo Volpe, pittore italiano († 1894)
- 9 dicembre - Ugo Assereto, militare, storico e letterato italiano († 1912)
- 9 dicembre - Giacomo Bellacchi, matematico italiano († 1924)
- 9 dicembre - Adolphe Clémence, operaio francese († 1889)
- 10 dicembre - Isaia Luigi Agazzi, patriota e militare italiano († 1917)
- 10 dicembre - Aristide Salvatori, patriota e giornalista italiano († 1909)
- 11 dicembre - Kirino Toshiaki, generale giapponese († 1877)
- 11 dicembre - Emil Rathenau, ingegnere e imprenditore tedesco († 1915)
- 11 dicembre - Whitney Eugene Thayer, organista e compositore statunitense († 1889)
- 12 dicembre - Sherburne Wesley Burnham, astronomo statunitense († 1921)
- 12 dicembre - Henry Burmester Pulleine, militare britannico († 1879)
- 13 dicembre - Pierre-Marie-Alexis Millardet, botanico francese († 1902)
- 15 dicembre - Hermann Mosler, teologo, docente e politico tedesco († 1891)
- 15 dicembre - Gustav Neumann, scacchista tedesco († 1881)
- 15 dicembre - Paolo Rubboli, ceramista e artigiano italiano († 1890)
- 17 dicembre - Angelo Mariani, chimico francese († 1914)
- 18 dicembre - Ignazio Florio, imprenditore e politico italiano († 1891)
- 18 dicembre - Cesare Fracassini, pittore italiano († 1868)
- 18 dicembre - Domenico Pogliani, presbitero italiano († 1921)
- 19 dicembre - Clemente Maraini, ingegnere svizzero († 1905)
- 19 dicembre - Wilhelm Oncken, storico tedesco († 1905)
- 19 dicembre - Giuseppe Schiavone, brigante italiano († 1864)
- 20 dicembre - Edwin Abbott Abbott, scrittore, teologo e pedagogista britannico († 1926)
- 21 dicembre - Giovanni Bombrini, imprenditore e politico italiano († 1924)
- 21 dicembre - Wilhelm Maurenbrecher, storico tedesco († 1892)
- 22 dicembre - Vladimir Vasil'evič Markovnikov, chimico russo († 1904)
- 24 dicembre - Fedele da Fanna, storico, teologo e presbitero italiano († 1881)
- 24 dicembre - John Morley, I visconte Morley di Blackburn, politico e scrittore britannico († 1923)
- 24 dicembre - Georges Picot, magistrato e storico francese († 1909)
- 25 dicembre - Andrew White Tuer, scrittore, editore e tipografo britannico († 1900)
- 26 dicembre - Giuseppe Ottolenghi, generale e politico italiano († 1904)
- 26 dicembre - Clemens Winkler, chimico tedesco († 1904)
- 27 dicembre - Eugen von Albori, generale austriaco († 1915)
- 27 dicembre - Lucio Mazzuoli, ingegnere e geologo italiano († 1923)
- 29 dicembre - Raffaello Sernesi, pittore e patriota italiano († 1866)
- 30 dicembre - Émile Loubet, politico francese († 1929)
- 31 dicembre - Jules Dalou, scultore francese († 1902)
- 31 dicembre - Luigi Galizzi, pittore italiano († 1902)
- 31 dicembre - Rudolf von Uechtritz, botanico tedesco († 1886)

## Senza giorno specificato(61)
- Muhammad Al-Sabah, sovrano kuwaitiano († 1896)
- August Allebé, pittore olandese († 1927)
- Richard Hinckley Allen, naturalista statunitense († 1908)
- Louis André, generale francese († 1913)
- José Arechavaleta, naturalista spagnolo († 1912)
- Adam Asnyk, poeta polacco († 1897)
- Samuel Bing, mercante d'arte e critico d'arte tedesco († 1905)
- Alessandra Boarelli, alpinista italiana († 1908)
- Antoni Caba, pittore spagnolo († 1907)
- Enrico Caporali, filosofo italiano († 1918)
- Isabella Charlet-Straton, alpinista britannica († 1918)
- Bankim Chandra Chatterji, scrittore indiano († 1894)
- Giuseppe Ciaranfi, pittore italiano († 1902)
- Alemanno Cortopassi, compositore italiano († 1909)
- Ferdinando Delor, giornalista e scrittore italiano († 1913)
- Émile Deyrolle, naturalista e botanico francese († 1917)
- Amelia Dyer, serial killer britannica († 1896)
- James Eccles, geologo e alpinista inglese († 1915)
- Francesco Emiliani, esploratore italiano († 1882)
- Robert Flint, teologo e filosofo scozzese († 1910)
- Leopoldo Grimaldi, pittore italiano († 1920)
- Florence Crauford Grove, alpinista britannico († 1907)
- Sulayman Pascià, generale ottomano († 1892)
- Jaswant Singh II, principe indiano († 1895)
- Konstanty Kalinowski, giornalista, scrittore e rivoluzionario bielorusso († 1864)
- Hermann Kern, pittore austro-ungarico († 1912)
- Aleksandr Aleksandrovič Kiselëv, pittore russo († 1911)
- August Kundt, fisico tedesco († 1894)
- Küçük Mehmed Said Pascià, politico ottomano († 1914)
- Nicolas Lebel, inventore francese († 1891)
- Alphonse Lemerre, editore e scrittore francese († 1912)
- Émile Levier, medico e botanico svizzero († 1911)
- Domenico Lobello, medico e patriota italiano († 1913)
- Luigi Martini, avvocato e politico italiano († 1894)
- Gennaro Moreno, generale italiano († 1901)
- Massimiliano Noceti, violinista e direttore d'orchestra italiano († 1872)
- Ernesto Emanuele Oblieght, imprenditore ungherese († 1900)
- Lucien Olivier, cuoco russo († 1883)
- Lorenzo Orengo, scultore italiano († 1909)
- Albert Marshman Palmer, direttore teatrale, manager e impresario teatrale statunitense († 1905)
- Giovanni Pezzotta, pittore italiano († 1911)
- Bass Reeves, poliziotto statunitense († 1910)
- Reftaridil Kadin, ottomana († 1936)
- Carlo Regnoli, chirurgo, paleontologo e patriota italiano († 1873)
- Giovanni Rispoli, incisore italiano
- Luigi Ruzzenenti, religioso e archeologo italiano († 1905)
- Sadullah Pascià, politico e diplomatico ottomano († 1891)
- Christian Homann Schweigaard, politico norvegese († 1899)
- Keshab Chandra Sen, filosofo indiano († 1884)
- Shokuh al-Sultana, sovrana persiana († 1892)
- Achille Simonetti, scultore italiano († 1900)
- Diodato Stoppani, patriota italiano († 1865)
- Henry Yates Thompson, giornalista inglese († 1928)
- Chikanobu, pittore giapponese († 1912)
- Sof'ja Sergeevna Trubeckaja, nobildonna russa († 1898)
- Juan Uña Gómez, pedagogo, scrittore e politico spagnolo († 1909)
- Aleksandr Nikolaevič Veselovskij, filologo russo († 1906)
- Horace Walker, alpinista inglese († 1908)
- Baba Anujka, serial killer jugoslava († 1938)
- Karl von Fritsch, geologo e paleontologo tedesco († 1906)
- Şayeste Hanim, principessa abcasa († 1912)